# ليلى عبد العزيز الهلالي
ليلى عبد العزيز الهلالي هي كاتبة سيناريو سعودية لعدد من المسلسلات عرضت في التلفزيون السعودي ومحطات دول مجلس التعاون الخليجي.

## التعليم
حاصلةٌ على بكالوريوس خدمة اجتماعية من جامعة الملك سعود عام 1988م، وعلى ماجستير في علم الاجتماع من جامعة عين شمس عام 1998م، وعلى الدكتوراة من نفس الجامعة في عام 2001م.[بحاجة لمصدر]

## قائمة الأعمال
- الحاسة السادسة 1997م
- عائلة أبو رويشد 1998م
- العولمة 1999م
- الديرة نت 2000م
- عد وأغلط 2001م
- نورة 2002م
- حالة خاصة 2002م
- المتقاعد 2002م
- نبض الحياة 2003م
- درب المحبة 2003م
- خارطة أم راكان 2004م
- عائلة معجب العربية 2005م
- صياحة صياحة 2007م
- عسى ماشر 2008م
- ليلى 2009م
- ليلى 2 2010م
- وجع الانتصار 2011م
- ليلى 3 2011م
- ملحق بنات 2012م

## وصلات خارجية
- ليلى عبد العزيز الهلالي على موقع قاعدة بيانات الأفلام العربية